# Werbel domowy
Werbel domowy. Komedia ludowa ze śpiewami – dramat ludowy Jana Kantego Gregorowicza. Muzykę skomponował Emanuel Kania. Prapremiera odbyła się 30 stycznia 1861.

## Treść
Tytułową bohaterką jest pani Bąbalina – żona Piotra Bąbały, który określa ją werblem domowym z powodu jej niespotykanego gadulstwa. Piotr Bąbała jest dawnym wojskowym i pozuje na odważnego zucha, jednak w domu jest zupełnie zdominowany przez żonę. Intryga toczy się wokół wydania za mąż córki Bąbałów, Basi, za bogatego młynarza.

## Spektakl radiowy
W 1977 r. w Teatrze Polskiego Radia wyemitowano spektakl pt. Werbel domowy (adaptacja Klemens Białek, reż. Wojciech Maciejewski).